# Alburnus baliki
Espèce
Statut de conservation UICN

 EN B2ab(i,ii,iii,iv,v) : En danger
Alburnus baliki (en anglais Antalya bleak) est un poisson d'eau douce de la famille des Cyprinidae.

## Répartition
Alburnus baliki est endémique de Turquie.

## Description
La taille maximale connue pour Alburnus baliki est de 61 mm.

## Publication originale
- Bogutskaya, Küçük & Ünlü, 2000 : Alburnus baliki, a new species of cyprinid fish from the Manavgat River system, Turkey. Ichthyological Exploration of Freshwaters, vol. 11, n. 1, p. 55-64.